# Репертуар Малого театра России
Для дореволюционного периода см. Репертуар Императорского Малого театра

Для советского периода см. Репертуар Малого театра СССР
Здесь представлен список постановок Государственного академического Малого театра России.

## 1990-е

### 1990/1991
- 18 октября*[* 1] — «Князь Серебряный». Драма в 2-х частях А. К. Толстого . Инсценировка В. Н. Иванова. Режиссёр-постановщик В. Н. Иванов. Художник Е. И. Куманьков. Композитор Д. В. Гнутов. Балетмейстер П. Л. Гродницкий.
- 14 ноября* — «Мещанин во дворянстве». Комедия в 2-х действиях Ж. Б. Мольера. Сценическая редакция Нисим Алони (Израиль). Перевод Беллы Моргенштерн (Израиль). Режиссёр-постановщик Илан Ронен (Израиль). Ассистенты Артур Коган (Израиль) и И. Н. Михайлова. Сценография и костюмы Рут Дар (Израиль). Композитор Дан Хандельсман (Израиль).
- 28 декабря* — «Дикарка». Комедия в 4-х действиях А. Н. Островского и Н. Я. Соловьева. Режиссёр-постановщик В. М. Соломин. Художник В. А. Ковальчук, костюмы А. Романовской. Композитор Д. В. Гнутов.
- 23 февраля* — «Кетхен из Хайльбронна». Историческая драма в 2-х действиях Г. фон Клейста. Пер. Н. Рыковой. Сценическая редакция Малого театра. Режиссёр-постановщик Клаус Вагнер (ФРГ). Художник Томас Пекне (ФРГ).
- 15 июня — «Убийство Гонзаго». Драма в 2-х действиях Н. Йорданова. Пер. Э. Г. Макаровой. Режиссёр-постановщик Б. А. Морозов. Режиссёр А. А. Четверкин. Художник И. П. Капитонов, костюмы Г. Сельская. Композитор Г. Я. Гоберник.

### 1991/1992
- 27 декабря — «Детоубийца» («Царь Пётр и Алексей»). Драма в 2-х частях Ф. Горенштейна. Режиссёр-постановщик В. М. Бейлис. Режиссёр А. И. Шуйский. Художник Э. С. Кочергин, костюмы И. В. Габай. Композитор Д. В. Гнутов.
- 06 февраля* — «Дядюшкин сон». Инсценировка повести Ф. М. Достоевского в 3-х действиях . Режиссёр-постановщик А. А. Четверкин. Художник А. К. Глазунов, костюмы Т. В. Титовой. Композитор Г. Я. Гоберник.
- 26 апреля — «Царь Иудейский». Драма в 4-х действиях К. Р. (К. Романова). Режиссёр-постановщик В. Н. Драгунов. Режиссёр В. Я. Мартенс. Художник С. М. Бархин, костюмы Т. М. Бархиной. Композитор Г. Я. Гоберник.
- 11 июня — «Обрыв». Инсценировка романа И. А. Гончарова в 2-х частях В. А. Ефремовой. Режиссёр-постановщик В. А. Ефремова. Режиссёр А. И. Шуйский. Художник И. Г. Сумбаташвили, костюмы Т. В. Титовой. Композитор Т. Е. Синицкая.

### 1992/1993
- 27 декабря — «Горячее сердце». Комедия в 5 действиях А. Н. Островского. Режиссёр-постановщик Б. А. Морозов. Асс. режиссёра Б. В. Клюев и И. Н. Михайлова. Художник Э. С. Кочергин, костюмы И. В. Габай. Композитор Г. Я. Гоберник.
- 8 апреля — «Не было ни гроша, да вдруг алтын». Комедия в 5 действиях А. Н. Островского. Режиссёр-постановщик Э. Е. Марцевич. Режиссёр З. Е. Андреева. Художник Е. И. Куманьков. Композитор Д. В. Гнутов.
- 25 мая — «Дядя Ваня». Сцены из деревенской жизни в 4-х действиях А. П. Чехова. Режиссёр-постановщик С. А. Соловьев. Режиссёр А. А. Четверкин. Художник В. Левенталь. Композитор И. Шварц.

### 1993/1994
- 25 декабря — «Царь Борис». Трагедия в 2-х частях А. К. Толстого. Режиссёр-постановщик В. М. Бейлис. Режиссёр А. И. Шуйский. Художник И. Г. Сумбаташвили. Композитор Г. В. Свиридов.
- 22 апреля — «Преступная мать, или Второй Тартюф». Нравоучительная драма в 5 действиях Бомарше. Режиссёр-постановщик Б. А. Морозов. Художник И. Г. Сумбаташвили. Композитор Г. Я. Гоберник.
- 25 июня — «Волки и овцы». Комедия в 5 действиях А. Н. Островского. Режиссёр-постановщик В. Н. Иванов. Режиссёр З. Е. Андреева. Художник А. К. Глазунов, костюмы Т. В. Титовой. Композитор Саша Иванов, Д. В. Гнутов.

### 1994/1995
- 25 января — «Пир победителей». Комедия в 4-х актах А. И. Солженицына. Режиссёр-постановщик Б. А. Морозов. Художник И. Г. Сумбаташвили. Композитор Г. Я. Гоберник.
- 29 апреля — «Смерть Иоанна Грозного» («Царь Иоанн Грозный»). Трагедия в 5 действиях А. К. Толстого. Режиссёр-постановщик В. Н. Драгунов. Художник Е. И. Куманьков. Композитор Г. В. Свиридов.

### 1995/1996
- 20 октября* — «Таланты и поклонники». Комедия в 4-х действиях А. Н. Островского. Режиссёр-постановщик В. М. Бейлис. Художник И. Г. Сумбаташвили. Композитор В. И. Мороз.
- 28 декабря* (утро) — «Снежная королева». Сказка в 4-х действиях Е. Шварца. Режиссёр-постановщик В. Н. Иванов. Режиссёр З. Е. Андреева. Художник А. К. Глазунов. Композитор В. И. Мороз.
- 4 февраля* — «Чудаки». Сцены в 4 действиях, соч. Максима Горького, 1910 г. Режиссёр-постановщик А. В. Коршунов. Художник А. К. Глазунов.
- 11 апреля* — «Свои люди — сочтёмся!». Комедия в 4-х действиях А. Н. Островского. Режиссёр-постановщик А. А. Четверкин. Художник Г. А. Белов. Композитор Н. Е. Парфенюк.

### 1996/1997
- 26 октября — «Чайка». Комедия в 4-х действиях А. П. Чехова. Режиссёр-постановщик В. Н. Драгунов. Художественный руководитель постановки Ю. М. Соломин. Художник А. К. Глазунов. Композитор Ю. В. Прялкин.

### 1997/1998
- 11 сентября* — «Свадьба Кречинского». Либретто К. Рыжова по мотивам пьесы А. В. Сухово-Кобылина. Сценическая редакция Малого театра. Мюзикл в 3 актах. Режиссёры-постановщики: В. М. Соломин и А. А. Четверкин. Режиссёр З. Е. Андреева. Художник Ю. Хариков. Композитор А. Колкер.
- 24 октября* — «Тайны мадридского двора». Комедия в 2 частях Э. Скриба и Э.-В. Легуве. Режиссёр-постановщик В. М. Бейлис. Режиссёр А. И. Шуйский. Художник Э. Г. Стенберг. Композитор Ш. Э. Каллош.
- 06 марта — «Лес». Комедия в 2 действиях, 5 картинах А. Н. Островского. Режиссёр-постановщик Ю. М. Соломин. Реж. группа Ю. Н. Васильев, А. Г. Подъячев, А. Ю. Овчинников. Художник Э. Г. Стенберг. Композитор Г. Я. Гоберник. Балетмейстер П. Л. Гродницкий.
- 21 мая* — «Бешеные деньги». Комедия в 5 действиях А. Н. Островского. Режиссёр-постановщик В. Н. Иванов. Художник А. К. Глазунов. Композитор Саша Иванов.

### 1998/1999
- 10 октября**[* 2] — «Трудовой хлеб». Сцены из жизни захолустья в 4 действиях А. Н. Островского. Режиссёр-постановщик А. В. Коршунов. Художник Коршунова. Русские народные песни и вальсы русских композиторов.
- 14 декабря* — «Воскресение». Сценическая версия в 2 действиях по одноименному роману Л. Н. Толстого. Автор инсценировки и режиссёр-постановщик Э. Е. Марцевич. Художник Е. И. Куманьков. Костюмы А. Е. Куманькова. Муз. оформление Марии Степановой.
- 27 декабря — «Коварство и любовь». Мещанская драма в 2 действиях Шиллера. Режиссёр-постановщик Ю. М. Соломин. Режиссёры Ю. Н. Васильев, В. А. Коняев. Художник Э. Г. Стенберг. Костюмы Н. Ю. Поваго. Композитор Г. Я. Гоберник.
- 24 марта — «Король Густав Васа». Историческая драма в 5 действиях, 7 картинах А. Стриндберга. Режиссёр-постановщик А. Нордштрем (Швеция). Режиссёр З. Е. Андреева. Художники: Гунила Пальмшеерна Вайс и Микаэль Сильван (Швеция). Композитор Ю. Эрикона.
- 6 июня — «Сказка о царе Салтане». Инсценировка сказки А. С. Пушкина в 2 частях В. Н. Иванова. Режиссёр-постановщик В. Н. Иванов. Режиссёр З. Е. Андреева. Художник А. К. Глазунов. Костюмы К. С. Шамрина. Композиторы Г. Я. Гоберник и Э. Я. Глейзер.

### 1999/2000
- 24 декабря* — «Хроника дворцового переворота» («Государь Пётр Федорович»). Драма в 2 частях Г. П. Турчиной. Режиссёр-постановщик В. М. Бейлис. Режиссёр А. И. Шуйский. Художник Э. Г. Стенберг. Асс. художника А. К. Глазунов. Композитор Ш. Э. Каллош.

## 2000-е

### 2000/2001
- 30 сентября* — «Делец». Комедия в 2 действиях О. де Бальзака. Пер. Е. Гунста. Сценическая версия Малого театра. Режиссёр-постановщик В. Н. Драгунов. Художник Л. С. Ломакина. Композитор Г. Я. Гоберник.
- 1 ноября — «Горе от ума». Комедия в 4 действиях А. С. Грибоедова. Режиссёр-постановщик С. В. Женовач. Режиссёр З. Е. Андреева. Сценография А. Д. Боровского. Костюмы О. П. Ярмольник. Композитор Г. Я. Гоберник.
- 28 февраля* — «Хэппи энд» («Как скрыть убийство»). Триллер в 2 частях С. Сондхайма и Д. Фурта. Перевод с английского Виталия Вульфа и А. Чеботаря. Режиссёр-постановщик В. М. Бейлис. Режиссёр А. И. Шуйский. Художник Э. Г. Стенберг. Костюмы Н. Ю. Поваго. Композитор Э. Я. Глейзер. Балетмейстер И. В. Зимин. Сценическое движение И. Л. Афончиков.
- 18 апреля — «Иванов». Драма в 4 действиях А. П. Чехова. Режиссёр-постановщик Ю. М. Соломин. Режиссёр З. Е. Андреева. Художник А. В. Нефедова. Композитор Г. Я. Гоберник. Балетмейстер Л. А. Парфенюк.

### 2001/2002
- 25 ноября* — «Пучина». Сцены из московской жизни в 4 действиях А. Н. Островского. Режиссёр-постановщик А. В. Коршунов. Художник Ольга Коршунова.
- 26 февраля* — «Корсиканка». Комедия в 2 действиях И. Губача. Перевод с чешского Григория Дунды. Режиссёр-постановщик В. Г. Константинов. Художник А. К. Глазунов. Костюмы К. С. Шамрина. Композитор Г. Я. Гоберник. Балетмейстер Л. А. Парфенюк.
- 14 июня — «На всякого мудреца довольно простоты». Комедия в 5 действиях А. Н. Островского. Режиссёр-постановщик В. М. Бейлис. Режиссёр А. И. Шуйский. Художник Э. Г. Стенберг. Костюмы Н. Ю. Поваго. Композитор Ш. Э. Каллош.

### 2002/2003
- 18 октября* — «…Усилия любви». Романтическая музыкальная комедия в 2 частях Шекспира. Пер. Ю. Корнеева. Либретто О. В. Костецкой. Стихи А. В. Клюквина. Режиссёр-постановщик В. Н. Иванов. Художник А. К. Глазунов. Композитор Э. Я. Глейзер. Муз. рук. постановки Г. Я. Гоберник.
- 26 декабря* — «Плащ кардинала». Пьеса П. Гусева в 2 частях по роману А. де Виньи «Сен-Мар или заговор во времена Людовика XIII». Пер. Е. Гунста и О. Моисеенко. Режиссёр-постановщик В. Н. Драгунов. Художник Л. С. Ломакина.
- 27 декабря — «Правда хорошо, а счастье лучше». Комедия в 4 действиях А. Н. Островского. Сценическая редакция Малого театра. Режиссёр-постановщик С. В. Женовач. Режиссёр З. Е. Андреева. Художник А. Д. Боровский. Костюмы О. П. Ярмольник. Муз. оформление Г. Я. Гоберника. Духовный стих «Кукушечка» в исполнении В. В. Галицкого
- 4 мая — «Таинственный ящик». Комедия-водевиль в 2 частях П. А. Каратыгина. Сценическая редакция и стихи А. В. Клюквина. Режиссёр-постановщик Ю. М. Соломин. Режиссёр В. Е. Федоров. Художник-постановщик Э. Г. Стенберг. Художник А. К. Глазунов. Костюмы Н. Ю. Поваго. Композиторы Г. Я. Гоберник и В. И. Мороз. Аранжировка Э. Я. Глейзера. Муз. рук. Г. Я. Гоберник. Балетмейстер Л. А. Парфенюк.

### 2003/2004
- 30 октября* — «Старый добрый ансамбль». Лирическая комедия в двух актах И. Губача. Авторизированный перевод с чешского Григория Дунды. Режиссёр-постановщик П. Г. Константинов. Художник Л. С. Ломакина. Композитор Г. Я. Гоберник.
- 05 января** — «День на день не приходится» («Тяжёлые дни»). Комедия в трех действиях А. Н. Островского. Режиссёр-постановщик А. В. Коршунов. Сценография и костюмы О. С. Коршуновой. Балетмейстер А.Лещинский. В спектакле звучит музыка М. И. Глинки, русские романсы, песни и марши.
- 16 января — «Три сестры». Драма в 4-х действиях А. П. Чехова. Режиссёр-постановщик Ю. М. Соломин. Художник-постановщик А. К. Глазунов. Музыкальное оформление Г. Я. Гоберник. Режиссёр В. Е. Фёдоров.

### 2004/2005
- 17 ноября* — «Свадьба, свадьба, свадьба!». Сцены-шутки А. П. Чехова в 2-х действиях. Режиссёр-постановщик В. Н. Иванов. Художник А. К. Глазунов. Композитор А. М. Иванов.
- 18 декабря — «Последняя жертва». Комедия в 5-ти действиях А. Н. Островского. Режиссёр-постановщик В. Н. Драгунов. Художник — Л. С. Ломакина. Композитор — Г. Я. Гоберник.

### 2005/2006
- 8 октября — «Мнимый больной». Комедия в трех действиях Ж.-Б. Мольера. Режиссёр-постановщик — С. В. Женовач. Художник-постановщик А. Д. Боровский. костюмы О. П. Ярмольник. Композитор Г. Я. Гоберник.
- 22 октября** — «Смерть Тарелкина». Комедия-шутка в 2-х действиях А. В. Сухово-Кобылина. Сценическая редакция Малого театра. Режиссёр-постановщик В. Е. Федоров. Художник-постановщик Ю.Гальперин. Композитор Г. Я. Гоберник.
- 4 февраля* — «Мария Стюарт». Трагедия в 2-х актах Ф. Шиллера. Перевод Б. Пастернака. Режиссёр-постановщик — В. Н. Иванов, художник-постановщик В. Левенталь, композитор Э. Артемьев.

### 2006/2007
- 4 и 5 сентября — «Вечер, посвящённый 250-летию Русского государственного театра»
- 6 октября — «Ревизор». Комедия в 2-х актах Н. В. Гоголя. Режиссёр-постановщик — Ю. М. Соломин, художник-постановщик — А. К. Глазунов, художник по костюмам — К. Шамрин, композитор — Г. Я. Гоберник.
- 18 октября* — «Бедность не порок». Комедия в 3-х актах А. Н. Островского. Режиссёр-постановщик — А. В. Коршунов, художник-постановщик — О. С. Коршунова, балетмейстер — А.Лещинский.
- 4 марта — «Дмитрий Самозванец и Василий Шуйский». Драматическая хроника в 2-х актах А. Н. Островского. Режиссёр-постановщик — В. Н. Драгунов, художник-постановщик — Л. С. Ломакина, композитор — Г. Я. Гоберник

### 2007/2008
- 15 ноября* — «Любовный круг». Комедия в 2-х частях С. Моэма. Перевод — В.Вульфа. Режиссёр-постановщик — А.Житинкин, сценография и костюмы — А.Шаров.
- 26 декабря — «Власть тьмы». Драма в пяти действиях Л.Толстого. Режиссёр-постановщик — Ю. М. Соломин, художник-постановщик — А. К. Глазунов, художник по свету — Д.Исмагилов, композитор — Г. Я. Гоберник.

### 2008/2009
- 15 октября — «Дети солнца». Сцены в 2-х действиях М. Горького. Режиссёр-постановщик — А. Шапиро, художник-постановщик — В. Ковальчук, композитор — Г. Я. Гоберник.
- 14 ноября* — «Касатка». Комедия в 3-х действиях А. Н. Толстого. Режиссёр-постановщик — В. Н. Иванов, художник-постановщик — А. К. Глазунов, художник по свету — Д. Исмагилов, композитор — В. Чернышев.
- 5 ноября* — «Безумный, безумный Генрих». Сценический вариант трагедии Л. Пиранделло «Генрих IV» в 2-х действиях. Режиссёр-постановщик — В. М. Бейлис, художник-постановщик — Э. С. Кочергин, художник по свету — Е. П. Древалева, художник по костюмам — А. А. Алексеева, композитор — Г. Я. Гоберник.
- 21 ноября — «Мольер» («Кабала Святош»). Пьеса в 4-х действиях М. А. Булгакова. Режиссёр-постановщик — В. Н. Драгунов, художник-постановщик — С. Б. Бенедиктов, композитор — Г. Я. Гоберник, художник по костюмам — В. Комолова, художник по свету — Д. Исмагилов.
- 27 декабря — «Умные вещи». Сказка-комедия в 2-х действиях С. Я. Маршака. Художественный руководитель постановки — Ю. М. Соломин, режиссёр-постановщик — В.Федоров, композитор — Т.Хренников, художник-постановщик — А. Глазунов, художник по костюмам — А. Трефилов, балетмейстер — И. Фадеев, хормейстер — Г. Гусева, аранжировка — Э. Я. Глейзер.
- 27 марта* — «Сон героини». Комедия в 1 действии А. М. Галина. Режиссёр-постановщик — А. Галин, художник — М. Л. Митрофанова, художник по свету — В.Фролов, хореограф Н. Цапко. В спектакле звучит музыка Л. Бетховена и Елизаветы Шашиной.